# Augustyn Szmurło
Augustyn Szmurło (ur. 28 lipca 1821 w Dołhobyczowie, zm. 11 lutego 1888 w Warszawie) – polski pedagog i filolog.

## Życiorys
Urodził się 28 lipca 1821 w Dołhobyczowie w rodzinie Mateusza i Magdaleny z domu Skłodnicka. Ukończył gimnazjum w Lublinie i uniwersytet w Moskwie.
W 1842 rozpoczął pracę jako nauczyciel w warszawskich szkołach. W latach 1854–1861 był nauczycielem w Instytucie Szlacheckim w Warszawie. Od 1857 wykłada literaturę grecką w Rzymsko-katolickiej Akademii Duchownej do czasu jej zniesienia.
W 1852 powołany został na adiunkta przy katedrze filologii klasycznej w Szkole Głównej Warszawskiej a następnie został rektorem. 
Zakłada w Warszawie szkołę prywatną którą prowadzi przez 9 lat.
Z żoną Florentyną z domu Rzecznikowską mieli troje dzieci: Joannę Zofię, Mateusza Augustyna i Karolinę Marię, która również była nauczycielką na żeńskiej pensji.
Zmarł 11 lutego 1888 w Warszawie i pochowany został na cmentarzu na Powązkach.

## Twórczość
Prace Augustyna Szmurło:
- Historia literarum romanarum brevissime exposita, Warszawa, 1851
- O kulturze Grecji prelekcja wstępna w Szkole Głównej, Warszawa, 1863
- O dziejowym stanowisku starożytności klasycznej, Warszawa, 1862
- Kilka słów o celu i kierunku gimnazjalnego nauczania ..., Warszawa, 1865
- Gramatyka łacińska teoretyczno-praktyczna, Warszawa, 1851-60 (współautor)

### Przekłady
- "Iljada" Homera, tłumaczenie, Warszawa, 1887